# ゲルハルト・トムセン
ゲルハルト・トムセン（独: Gerhard Thomsen、1899年6月23日 – 1934年1月4日
）は、ドイツの数学者。幾何学の多分野に渡る功績で知られる。 

## 経歴
1899年、ハンブルクに生まれた。父ゲオルグ・トムセン（Georg Thomsen）は物理学者。トムセンはハンブルクで育ち、1908年から1907年まで、ヨハネウムギムナジウム・高等学校に通った。卒業後、第一次世界大戦の最後の年に陸軍に従事した。1919年、新設されたハンブルク大学の一期生として、数学と自然科学を専攻した。休学を挟んで1923年まで、大学で学び、1922年秋に高等学校の教員免許を、1923年夏にPhDを獲得した。カールスルーエ工科大学で短期間助手を務め、1925年春にハンブルクに戻り同様の職に就いた。大学教授資格論文の執筆中に、トゥーリオ・レヴィ＝チヴィタとの共同研究のためロックフェラー財団奨学金でローマにて一年を過ごした。1928年ハンブルクで資格を取得し、1929年秋ロストック大学の終身教授職に就いた。 
1933年11月11日、"Über die Gefahr der Zurückdrängung der exakten Naturwissenschaften an Schulen und Hochschulen" （学校と大学における特定の科学の疎外の危険について）と称したトムセンの扇動的な発言が、多くの学会の注目を浴びた。この発言はナチズムの目的に協力的に見えたものの、科学教育の抑制を攻撃したために、トムセンはゲシュタポの詮索を受けた。 
1934年、トムセンは列車に轢かれ死亡した。これはゲシュタポの詮索によって引き起こされたであろう自殺だと考えられている。

## 功績
ハンブルクでトムセンは、博士課程指導教員のヴィルヘルム・ブラシュケの、微分幾何学におけるクラインのエルランゲン・プログラムの応用を手伝った。ブラシュケの講演の3冊のシリーズへの書籍化の編集と整理を行った。 トムセン自身は幾何学の分野で22の論文を書き、理論物理学の分野でもいくつかの論文を発表した。後者はドイツよりはイタリアで書かれた。トムセンは他に初等幾何学基礎論の書籍も執筆している。
初等幾何学のトムセンの定理は彼の名を冠する。